# Staurogramma
Lo staurogramma è un monogramma ottenuto sovrapponendo due lettere greche maiuscole, tau (T) e rho (P). Dato che il rho è scritto con un carattere più alto del tau, il simbolo risultante è una croce latina, in cui il braccio verticale superiore è dotato anche dell'occhiello del rho.

## Storia

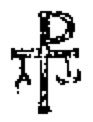
Esempio di staurogramma delle catacombe

### Utilizzo pre-cristiano
Lo staurogramma, come altri monogrammi ampiamente utilizzati dai cristiani , ha la sua origine in abbreviazioni paleografiche riscontrabili su papiri o monete pre-cristiani o non-cristiani. Fra le parole talvolta indicate con staurogrammi vi sono: τροπος, τριακας e Τροκονδας
Lo staurogramma compare anche su monete di Erode il Grande, probabilmente a indicare che furono coniate nel terzo anno del suo regno. Si osservi che in tutti questi esempi le due lettere combinate nello staurogramma sono proprio le prime due della parola abbreviata.

### Cristianesimo
In ambito cristiano lo staurogramma compare in alcuni manoscritti a partire dall'anno 200, come abbreviazioni delle quattro lettere «taur» inserite nella parola greca stauros («palo infisso nel terreno»), che indica il patibolo a cui fu appeso Gesù, o in voci del corrispondente verbo stauroo (crocifiggere). Il fatto che questo monogramma sia utilizzato solo in quel contesto, implica che non si trattava di note tironiane, ma che vi fosse un legame tra il simbolo e il patibolo o la crocefissione di Gesù: se si accetta l'interpretazione tradizionale delle modalità di crocefissione di Cristo, uno staurogramma è anche un pittogramma della croce stessa, in cui l'occhiello della lettera rho rappresenta il capo del condannato.